# Eliteserien (bandy, herrar)
Eliteserien i bandy är Norges högsta division i bandy för herrar. De bästa lagen går till slutspel om det norska mästerskapet, vars final spelas på Stabekkbanen i Bærum i mars. Eliteserien är landsomfattande och spelas hela grundseriesäsongen.

## Klubbar
Säsongen 2016/2017
- Drammen Bandy
- Hamar
- Høvik IF
- Mjøndalen IF
- IF Ready
- Sarpsborg BK
- Solberg SK
- Stabæk IF
- Ullern
- Ullevål IL

## Spelupplägg
Eliteserien omfattar sedan säsongen 2004/2005 åtta lag som möts i 21 omgångar i grundserien. Sedan säsongen 2006/2007 går lag 1-6 vidare till slutspel, där lag 1-2 når semifinalspelet direkt medan lag 3-6 först måste spela kvartsfinaler. Lag 7-8 tvingas kvalspela för att hänga kvar.
Inför säsongen 2007/2008 infördes elitlicens som krav för spel i Eliteserien.

## Bakgrund
Norska mästerskap i bandy har spelats sedan 1912, tidigare i dvierse utslags- och serieformer. Efter att 1. divisjon säsongerna 1968/1969-1987/1988 varit Norges högsta division i bandy för herrar fick Eliteserien denna position då den hade premiär säsongen 1988/1989.
Säsongen 1998/1999 uteblev IF Ready olovligt från en match mot Sarpsborg BK, och man talade om att tvångsnedflytta laget till 1. divisjon. Detta blev dock aldrig fallet och man införde i stället två kvalgrupper med nio lag vardera kommande säsong . Inför säsongen 2002/2003 var den lands- och säsongsomfattande serien dock återställd, även om den då bara innehöll fem lag efter diverse avhopp . Säsongen 2003/2004 var den utökad till sex lag och säsongen 2004/2005 till åtta lag.

## Kongepokalen
Vinnare av Norska mästerskapet i bandy.
- 1912 - IF Ready
- 1913 - IF Ready (walk over)
- 1914 - inställt på grund av dåliga isförhållanden
- 1915 - IF Ready
- 1916 - IF Ready
- 1917 - IF Ready
- 1918 - IF Ready
- 1919 - IF Ready
- 1920 - IF Ready
- 1921 - SoFK Trygg
- 1922 - IF Ready
- 1923 - IF Ready
- 1924 - IF Ready
- 1925 - IF Ready
- 1926 - SB Drafn
- 1927 - IF Ready
- 1928 - SK Forward
- 1929 - B 14
- 1930 - Mjøndalen IF
- 1931 - Grane SK
- 1932 - SB Drafn
- 1933 - SB Drafn
- 1934 - Grane SK
- 1935 - SB Drafn
- 1936 - Grane SK
- 1937 - Mjøndalen IF
- 1938 - SB Drafn
- 1939 - Skiold
- 1940 - Mjøndalen IF
- 1941-1942 inställt på grund av andra världskriget
- 1943 - Stabæk IF (inofficiellt [3])
- 1944 - Bestum IF (inofficiellt [3])
- 1945 - Stabæk IF (inofficiellt [3])
- 1946 - SB Drafn
- 1947 - Mjøndalen IF
- 1948 - SB Drafn
- 1949 - IL Mode
- 1950 - SB Drafn
- 1951 - SB Drafn
- 1952 - Stabæk IF
- 1953 - Stabæk IF
- 1954 - SB Drafn
- 1955 - Stabæk IF
- 1956 - SB Drafn
- 1957 - Skiold Bandy
- 1958 - Sagene IF
- 1959 - SB Drafn
- 1960 - SB Drafn
- 1961 - SB Drafn
- 1962 - Strømsgodset IF
- 1963 - Strømsgodset IF
- 1964 - SB Drafn
- 1965 - Strømsgodset IF
- 1966 - Sagene IF
- 1967 - Strømsgodset IF
- 1968 - Strømsgodset IF
- 1969 - Mjøndalen IF
- 1970 - Strømsgodset IF
- 1971 - SB Drafn
- 1972 - SB Drafn
- 1973 - SB Drafn
- 1974 - Ullevål IL
- 1975 - Ullevål IL
- 1976 - Mjøndalen IF
- 1977 - Stabæk IF
- 1978 - Ullevål IL
- 1979 - Mjøndalen IF
- 1980 - Mjøndalen IF
- 1981 - Solberg SK
- 1982 - Mjøndalen IF
- 1983 - Solberg SK
- 1984 - Mjøndalen IF
- 1985 - Solberg SK
- 1986 - Solberg SK
- 1987 - Stabæk IF
- 1988 - Solberg SK
- 1989 - Solberg SK
- 1990 - Solberg SK
- 1991 - SB Drafn
- 1992 - Sarpsborg BK
- 1993 - Stabæk IF
- 1994 - Stabæk IF
- 1995 - Stabæk IF
- 1996 - Stabæk IF
- 1997 - Stabæk IF
- 1998 - Solberg SK
- 1999 - Stabæk IF
- 2000 - Stabæk IF
- 2001 - Stabæk IF
- 2002 - Mjøndalen IF
- 2003 - Mjøndalen IF
- 2004 - Mjøndalen IF
- 2005 - Mjøndalen IF
- 2006 - Stabæk IF
- 2007 - Stabæk IF
- 2008 - Stabæk IF
- 2009 - Stabæk IF
- 2010 - Solberg SK
- 2011 - Stabæk IF
- 2012 - Stabæk IF
- 2013 - Ullevål IL
- 2014 - Stabæk IF
- 2015 - IF Ready
- 2016 - Stabæk IF
- 2017 - Stabæk IF